# Clavija domingensis
Clavija domingensis là một loài thực vật có hoa trong họ Anh thảo. Loài này được Urb. & Ekman mô tả khoa học đầu tiên năm 1929.